# Шатилы
Шати́лы (бел. Шаці́лы) — деревня в составе Дзержинского сельсовета Дзержинского района Минской области Беларуси. Деревня расположена в 4 километрах от Дзержинска, 33 километрах от Минска и 4 километрах от железнодорожной станции Койданово.

## История
Известна с 1-й половины XVII века, как деревня в Минском повете Минского воеводства Великого княжества Литовского. В 1620 году — село, где насчитывалось 17 дворов, принадлежало государству. После второго раздела Речи Посполитой в 1793 году вошла в состав Российской империи. В 1800 году в Шатилах 9 дворов, проживают 39 жителей, владение князя Доминика Радзивилла. 
В середине XIX века деревня принадлежала станьковскому помещику Эмерику Чапскому. В 1870 году в деревне 47 жителей мужского пола, в составе Кукшевичской сельской общины. Во 2-й половине XIX—начале XX века в составе Станьковской волости Минского уезда Минской губернии. По данным первой всероссийской переписи населения, в деревня Шатилы насчитывается 28 дворов, проживают 158 жителей. В 1912 году было открыто одноклассное народное училище. В 1917 году насчитывается 28 дворов, 167 жителей. 
9 марта 1918 года в составе провозглашённой Белорусской Народной Республики, однако фактически находилась под контролем германской военной администрации. С 1 января 1919 года в составе Советской Социалистической Республики Белоруссия, а с 27 февраля того же года в составе Литовско-Белорусской ССР, летом 1919 года деревня была занята польскими войсками, после подписания рижского мира — в составе Белорусской ССР. С 20 августа 1924 года в составе Макавчицкого сельсовета Койдановского района Минской округа. 29 июля 1932 года Койдановский район был переименован в Дзержинский. С 23 марта 1932 года в составе Койдановского местечкового совета, с 31 июля 1937 года в составе Минского, с 4 февраля 1939 года вновь в составе Дзержинского района, с 20 февраля 1938 года в Минской области. В годы коллективизации организован колхоз.
В Великую Отечественную войну с 28 июля 1941 года до 7 июля 1944 года деревня была оккупирована немецко-фашистскими захватчиками. На фронте погибли 4 жителя деревни. В 1960 году деревня вошла в состав Станьковского сельсовета, 16 июля 1954 года деревня была передана из состава Станьковского сельсовета в состав Дзержинского сельсовета. В 1960 году в Шатилах проживали 198 жителей, в 1991 году в деревне проживали 134 жителя, насчитывалось 59 хозяйств. По состоянию на 2009 год в составе СПК «Крутогорье-Петковичи».

## Население
| Численность населения (по годам) | Численность населения (по годам) | Численность населения (по годам) | Численность населения (по годам) | Численность населения (по годам) | Численность населения (по годам) | Численность населения (по годам) | Численность населения (по годам) |
| 1800                             | 1870                             | 1897                             | 1909                             | 1917                             | 1991                             | 1999                             | 2004                             |
| -------------------------------- | -------------------------------- | -------------------------------- | -------------------------------- | -------------------------------- | -------------------------------- | -------------------------------- | -------------------------------- |
| 39                               | ↗47                              | ↗158                             | ↗163                             | ↗167                             | ↘134                             | ↘95                              | ↗103                             |
| 2010                             | 2017                             | 2018                             | 2020                             | 2022                             |                                  |                                  |                                  |
| ↘92                              | ↗158                             | ↗168                             | ↘164                             | ↗170                             |                                  |                                  |                                  |